# Mónica Miguel
Gloria Chávez Miguel (Tepic, 10 de março de 1936 — Cidade do México, 12 de agosto de 2020), mais conhecida como Mónica Miguel foi uma atriz, diretora e cantora mexicana. Renomada no meio artístico do México, Mónica foi bastante conhecida por ter dirigido grandes clássicos da teledramaturgia mexicana, como María Isabel, El privilegio de amar, Alborada, e Amor real, além de também atuar marcantes personagens como a Chona de María Isabel e a Modesta de Alborada.

## Biografia

### Início: formação acadêmica e primeiros trabalhos
Apaixonada pelas artes e principalmente pelo teatro, ela assistia às ocasionais peças de teatro que chegavam a Tepic. Mónica se juntou a um grupo de desempenho apoiada pela administração local, mas esse suporte terminou quando a administração mudou de mãos.
Em busca de seus sonhos artísticos no palco, ela viajou para a Cidade do México. Ela estudou atuação na conceituada Academia Asociación Nacional de Actores (ANDA). Viveu por oito anos em Roma, Itália, alcançando a maturidade como artista. Ao retornar ao México, no final da década de 1970, participou de encenações do Teatro Insurgentes, como Vine, Vi e Better I e La maestra bebe un poco . Nos anos 80, participou das obras El hombre de La Mancha e Aire frío. Ao mesmo tempo, ela participa de novelas como Amalia Batista, Abandonada , El engaño e Como duele callar.
Em 1986, recebeu os prêmios María Tereza Montoya e Virginia Fábregas por atuar em Aire frío.

### Consagração artística
Em 1987, estreou como diretora de diálogos na novela Quinceañera. Seria o início de uma carreira prolífica como diretora, colaborando principalmente com a produtora Carla Estrada, sendo diretora de cena em locações de muitas de suas novelas, como Amor de nadie, De frente al sol, Los parientes pobres, Alondra , María Isabel e El privilegio de amar , entre outros, por sua vez, participou como atriz em alguns deles também.c
Em 2001, tornou-se diretora geral das novelas de Carla Estrada, após discordar de seu diretor anterior Miguel Córcega; Assim, Mónica Miguel estréia na novela El manantial como Diretora de Cena. Ele continuou nessa posição nas novelas Amor real, Alborada, Pasión e Sortilegio.
Em 2010, trabalhou com o produtor José Alberto Castro como diretora de cenas da novela Teresa.
Sua carreira de atriz foi igualmente extensa, a primeira novela em que participou foi Entre brumas em 1973. Participou de uma longa lista de novelas, muitas delas da produtora Carla Estrada. Deu vida a personagens humildes ou pessoas ligadas aos indígenas, dadas suas raízes nayaritas.

## Vida pessoal e morte
Ela foi apaixonada por sua terra natal, Nayarit. Além de seu trabalho como atriz e diretora, foi a Promotora de Arte do Estado de Nayarit, onde promoveu e apoiou os valores artísticos e culturais dos Nayaritas.
Morreu no dia 12 de agosto de 2020 na Cidade do México.

## Filmografia

### Televisão
| Ano  | Título                        | Personagem                      | Notas                                            |
| ---- | ----------------------------- | ------------------------------- | ------------------------------------------------ |
| 1973 | Entre brumas                  | —                               | Estreia na televisão                             |
| 1980 | Winnetou el mescalero         | Nalin Vincent                   |                                                  |
| 1983 | Amalia Batista                | Matilde                         |                                                  |
| 1985 | Abandonada                    | Luísa                           |                                                  |
| 1986 | El engaño                     | Carmen Acierga (Carmelita)      |                                                  |
| 1987 | Como duele callar             | Casimira                        |                                                  |
| 1987 | Yesenia                       | Trifenia                        |                                                  |
| 1988 | Flor y canela                 | Ana                             |                                                  |
| 1989 | Morir para vivir              |                                 |                                                  |
| 1990 | Cuando llega el amor          | Yulma                           |                                                  |
| 1990 | Amor de nadie                 | Socorro                         |                                                  |
| 1992 | De frente al sol              | Amaranta                        |                                                  |
| 1993 | Más allá del puente           | Amaranta                        |                                                  |
| 1995 | Lazos de amor                 | Soledad Cruz de Álvarez (Chole) |                                                  |
| 1997 | María Isabel                  | Chona                           |                                                  |
| 1999 | Mujer, casos de la vida real  | Alma                            | Episódio: "La culpa y el castigo"                |
| 1999 | Mujer, casos de la vida real  | —                               | Episódio: "Tiempos amargos"                      |
| 2000 | La casa en la playa           | María Estrada                   |                                                  |
| 2001 | Mujer, casos de la vida real  | —                               | Episódio: "Pervesion en blanco"                  |
| 2002 | Mujer, casos de la vida real  | —                               | Episódio: "En el nombre del padre"               |
| 2005 | Alborada                      | Modesta                         |                                                  |
| 2008 | S.O.S.: Sexo y otros secretos | Mónica                          | Episódio: "Un beso"                              |
| 2009 | Sortilegio                    | Maya San Juan                   |                                                  |
| 2011 | La fuerza del destino         | Sanadora Seri                   | Episódio: "31 de julho de 2011"                  |
| 2012 | La Rosa de Guadalupe          | Enedina                         | Episódio: "El amor es el mejor de los cuidados"  |
| 2013 | La tempestad                  | Madre Eusébia                   |                                                  |
| 2019 | Médicos, línea de vida        | Doña Inés                       | Episódio: "26 de novembro-2 de dezembro de 2019" |

### Cinema
- Sueño en otro idioma (2017) - Jacinta
- Más allá del muro (2011)
- Gertrudis Bocanegra (1992) - Nana
- Bajo el fuego (1983) - Doctora
- Oficio de tinieblas (1981)
- Víbora caliente (1978) - Ramona
- La casa de Bernarda Alba (1974) - Magdalena
- Quiero la cabeza de Alfredo García (1974) - Dolores de Escomiglia
- Orfeo 9 (1973) - Chiromante
- Una pistola per cento croci! (1971) - Jenny
- La notte dei serpenti (1969)
- El planeta de las mujeres invasoras (1967) - Fitia
- El tigre de Guanajuato (1964)

## Ficha técnica
como diretora
| Ano  | Obra                      | Produção                                  | Cargo                                         |
| ---- | ------------------------- | ----------------------------------------- | --------------------------------------------- |
| 1987 | Quinceañera               | Carla Estrada                             | Diretora de diálogos                          |
| 1988 | Amor en silencio          | Carla Estrada                             | Diretora de diálogos da primeira fase         |
| 1988 | Amor en silencio          | Carla Estrada                             | Diretora de cena da segunda fase              |
| 1988 | Flor y canela             | Eugenio Cobo Diretora de cena em locações | Diretora de cena em locações                  |
| 1990 | Cuando llega el amor      | Carla Estrada                             | Diretora de cena em locações                  |
| 1990 | Amor de nadie             | Carla Estrada                             | Diretora de cena em locações                  |
| 1992 | De frente al sol          | Carla Estrada                             | Diretora de cena em locações                  |
| 1993 | Entre la vida y la muerte | Angelli Nesma Medina                      | Diretora de cena em locações da primeira fase |
| 1993 | Los parientes pobres      | Carla Estrada                             | Diretora de cena em locações                  |
| 1993 | Más allá del puente       | Carla Estrada                             | Diretora de cena em locações                  |
| 1995 | Alondra                   | Carla Estrada                             | Diretora de cena em locações                  |
| 1995 | Lazos de amor             | Carla Estrada                             | Diretora de cena em locações                  |
| 1996 | Te sigo amando            | Carla Estrada                             | Diretora de cena em locações                  |
| 1997 | María Isabel              | Carla Estrada                             | Diretora de cena em locações                  |
| 1998 | El privilegio de amar     | Carla Estrada                             | Diretora de cena em locações                  |
| 2000 | La casa en la playa       | Pinkye Morris e Yuri Breña                | Diretora de cena em locações                  |
| 2000 | Mi destino eres tú        | Carla Estrada                             | Diretora de cena em locações                  |
| 2001 | El manantial              | Carla Estrada                             | Diretora geral (primeira vez no cargo)        |
| 2003 | Amor real                 | Carla Estrada                             | Diretora geral                                |
| 2005 | Alborada                  | Carla Estrada                             | Diretora geral                                |
| 2007 | Pasión                    | Carla Estrada                             | Diretora geral                                |
| 2010 | Teresa                    | José Alberto Castro                       | Diretora geral                                |
| 2013 | La tempestad              | Salvador Mejía Alexandre                  | Diretora geral                                |
| 2015 | Lo imperdonable           | Salvador Mejía Alexandre                  | Diretora geral                                |
| 2019 | Silvia, frente a ti       | Carla Estrada                             | Diretora geral                                |

## Prêmios e indicações
| Ano  | Festival                                               | Categoria                | Nomeações             | Resultado |
| ---- | ------------------------------------------------------ | ------------------------ | --------------------- | --------- |
| 1986 | Prêmio María Tereza Montoya                            | Melhor Atriz             | Aire frío             | Venceu    |
| 1986 | Prêmio Virginia Fábregas de Teatro Mexicano            | Melhor Atriz             | Aire frío             | Venceu    |
| 1993 | Prêmio TVyNovelas                                      | Melhor Direção de Cena   | De frente al sol      | Venceu    |
| 1996 | Prêmio TVyNovelas                                      | Melhor Direção de Cena   | Lazos de amor         | Venceu    |
| 1998 | Prêmio TVyNovelas                                      | Melhor Direção de Cena   | Te sigo amando        | Venceu    |
| 1999 | Prêmio TVyNovelas                                      | Melhor Direção de Cena   | El privilegio de amar | Venceu    |
| 2002 | Prêmio TVyNovelas                                      | Melhor Direção de Cena   | El manantial          | Venceu    |
| 2002 | Prêmios El Heraldo de México                           | Melhor Direção           | El manantial          | Venceu    |
| 2004 | Prêmios ACE de Nova York                               | Melhor Direção           | Amor real             | Venceu    |
| 2004 | Prêmio Califa de Oro                                   | Melhor Direção           | Amor real             | Venceu    |
| 2004 | Círculo Nacional de Periodistas en México (Sol de Oro) | Melhor Direção           | Amor real             | Venceu    |
| 2006 | Prêmio TVyNovelas                                      | Melhor Direção de Cena   | Alborada              | Indicada  |
| 2006 | Prêmios Bravo                                          | Melhor Atriz Coadjuvante | Alborada              | Venceu    |
| 2008 | Prêmio TVyNovelas                                      | Melhor Direção de Cena   | Pasión                | Indicada  |
| 2009 | Prêmios ACE de Nova York                               | Melhor Direção           | Pasión                | Venceu    |
| 2009 | Prêmio Califa de Oro                                   | Melhor Direção           | Sortilegio            | Venceu    |
| 2010 | Prêmio TVyNovelas                                      | Melhor Direção de Cena   | Sortilegio            | Venceu    |
| 2012 | Prêmios ACE de Nova York                               | Melhor Direção           | Teresa                | Venceu    |
| 2018 | Prêmio Ariel do Cinema Mexicano                        | Melhor Atriz de Quadro   | Sueño en otro idioma  | Indicada  |